# 斯瓦托韋區

斯瓦托韋區在盧甘斯克州的位置

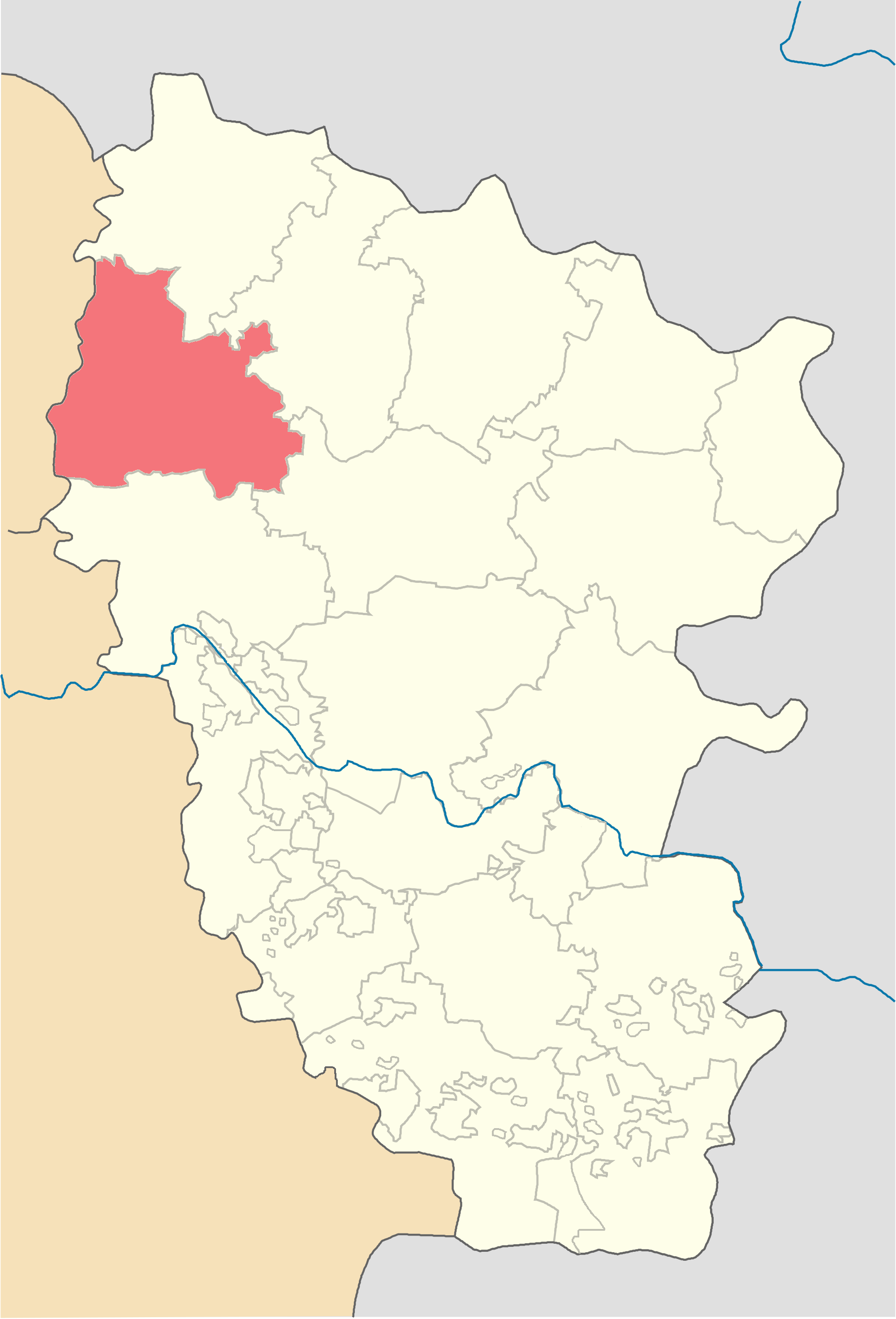
改革前斯瓦托韋區在盧甘斯克州的位置

斯瓦托韋區（羅馬化：Svativskyi raion）是烏克蘭盧甘斯克州的一個区，位於該國東部，区府設於斯瓦托韋，2021年时人口数量为78,278人。
2020年7月18日乌克兰施行了行政区划改革，盧甘斯克州的区份数量减至8个，但只有4个区是受乌克兰政府管辖，斯瓦托韋區的面积显著扩大。原斯瓦托韋區、比洛庫拉基內區、特羅伊茨凱區和克雷明納區北部区域合并为新的斯瓦托韋區。改革前斯瓦托韋區的面积为1,740平方公里，2020年人口数量为33,302人。

## 行政區劃
斯瓦托韋區下分為7個市鎮：
- 斯瓦托韦市镇（市級，行政中心：斯瓦托韋）
- 比洛库拉基内市镇（鎮級，行政中心：比洛庫拉基內）
- 克拉斯諾里琴斯凱市鎮（鎮級，行政中心：克拉斯諾里琴斯凱）
- 洛兹诺-亚历山德里夫卡市镇（鎮級，行政中心：洛茲諾-亞歷山德里夫卡）
- 下杜万卡市镇（鎮級，行政中心：下杜萬卡）
- 特罗伊茨凯市镇（鎮級，行政中心：特羅伊茨凱）
- 科洛梅奇哈市鎮（村級，行政中心：科洛梅奇哈）